# Leroy (nome)
Leroy  è un nome proprio di persona inglese maschile.

## Varianti
- Leroi[1]

## Origine e diffusione
Il nome deriva dal soprannome francese le roi, ovvero "il re", e si diffuse in ambito anglofono a partire dal XIX secolo.
Il nome è diffuso soprattutto negli Stati Uniti  e in particolar modo tra gli afroamericani.
Negli Stati Uniti, conobbe il suo periodo di massima popolarità alla fine del XIX secolo e alla fine degli anni trenta del XX secolo e divenne in seguito sempre meno diffuso.

## Onomastico
L'onomastico delle persone che portano questo nome cade il 6 gennaio, giorno dell'Epifania.
Trattandosi di un nome adespota, cioè non è portato da alcun santo, si può anche festeggiarne il 1º novembre, giorno di Ognissanti.

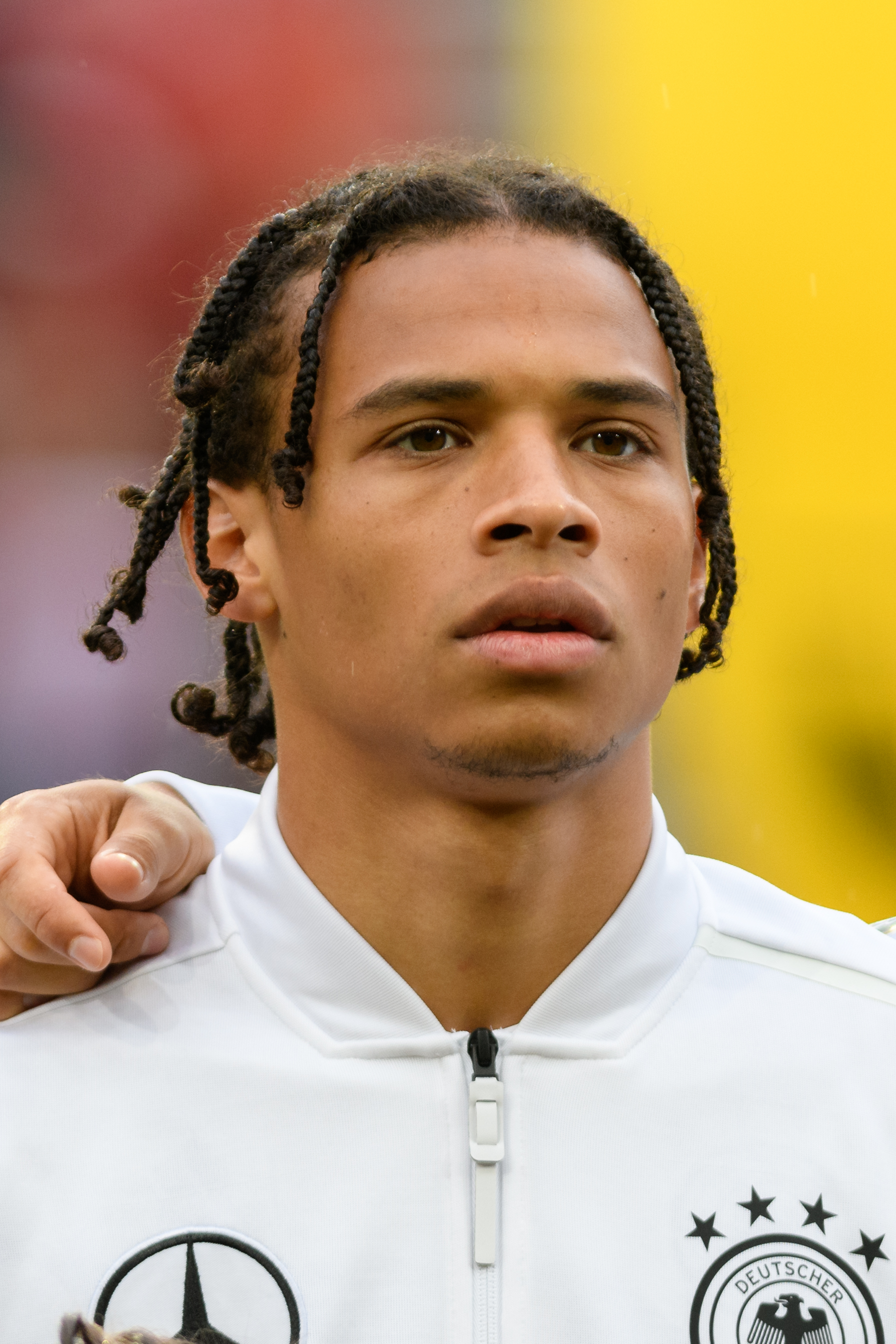
Leroy Sané

## Persone
- Leroy Anderson, compositore statunitense
- Leroy Burrell, atleta statunitense
- Leroy Fer, calciatore olandese
- Leroy Lita, calciatore inglese
- Leroy Sané, calciatore tedesco